# Próspero Catelin
Prosper o Próspero Catelin (1764 - 1842) fue un arquitecto e ingeniero francés, que por iniciativa del entonces presidente Bernardino Rivadavia fue nombrado jefe de obras públicas de la provincia de Buenos Aires en 1821. Sus trabajos se encuadran principalmente en el neoclacisismo.
Fue parte del proyecto rivadaviano de "liberar a Buenos Aires de su pasado español", importando técnicos formados en el gusto europeo de la época; dirigió hasta 1828 el equipo del Departamento de Ingenieros-Arquitectos, del que también formaron parte Pierre Benoît, James Bevans, el ingeniero Felipe Bertrés, Paolo Caccianiga, Charles Henri Pellegrini, Joseph Pons, Charles Rann y Carlo Zucchi.
Obra suya son la Sala de Sesiones de la Junta de Representantes de la Provincia de Buenos Aires (1821), en la llamada Manzana de las Luces porteña —reconstruida recientemente, tras décadas de ruina, como auditorio cultural de la Comisión Nacional de la Manzana de las Luces—, la actual fachada de la Catedral Metropolitana de Buenos Aires (1822), y sobre todo el diseño del cementerio de la Recoleta, basado grosso modo en el cementerio de Père-Lachaise de París, también durante el gobierno de Bernardino Rivadavia.
La Sala de Representantes tiene especiales connotaciones. Edificada en el mismo sitio donde se hallaba antiguamente el llamado "calabozo de Oruro", constituye uno de los monumentos más interesantes de la era posrevolucionaria, ya que a la simbólica implantación debe sumársele que fue proyectado teniendo como referencia directa el Tratado de las Asambleas Legislativas, de Jeremy Bentham, por lo que representa uno de los ejemplos más claros de la aspiración a una "formalización espacial" de los nuevos ideales políticos que intentaba materializar la élite dirigente. Desde el punto de vista estilístico la obra, recluida dentro de construcciones existentes, constituye un antecedente del severo Neoclasicismo que inspirará los trabajos públicos de las décadas siguientes.
El pórtico de la catedral, comenzado en 1821 y terminado sólo varias décadas más tarde, es sin duda su obra más famosa, aun cuando no se sabe a ciencia cierta si se trató de una producción propia o si también intervinieron en ella Pierre Benoit y Bernardino Rivadavia. De todos modos el pórtico dodecástilo, construido con un orden corintio gigante, cumplió con su posición programática de ruptura frente a la arquitectura precedente y necesitó para su materialización del auxilio de operarios italianos y materiales importados, en un contexto dificultado por la rápida sucesión de diferentes administraciones y la penuria económica, factores que entorpecieron y complicaron su finalización.